# CiteULike
CiteULike war ein freier Social-Bookmarking-Web-Service, der es erlaubte, wissenschaftliche Publikationen gemeinsam im Internet zu lesen, zu speichern und zu verwalten. Die bibliographischen Angaben zu einem Artikel wurden einfach über ein Bookmarklet im Webbrowser in das System eingelesen. Es konkurrierte mit den sehr ähnlichen Diensten Mendeley und Zotero.
Die eigene Bibliothek blieb auf dem Server gespeichert und konnte über einen Webbrowser von jedem beliebigen Computer aus aufgerufen werden.
Die gespeicherten bibliographischen Angaben konnten unter anderem im BibTeX- oder EndNote-Format exportiert werden.
CiteULike wurde im November 2004 durch Richard Cameron entwickelt und zunächst privat betrieben. Im Dezember 2006 gründete er zusammen mit Chris Hall, Kevin Emamy und James Caddy in Großbritannien die Firma Oversity Ltd., um CiteULike professionell weiter zu betreiben. Im Februar 2019 gab CiteULike bekannt, dass es seinen Betrieb zum 30. März 2019 einstellen wird.
Beim Durchsuchen von Ausgaben wissenschaftlicher Zeitschriften konnte man mit kleinen Skripten, die in Lesezeichen (Bookmarklets) gespeichert waren, Artikel aus Repositories wie PubMed importieren, und CiteULike unterstützte viele weitere. Anschließend versuchte das System, die Metadaten der Artikel (Titel, Autoren, Name der Zeitschrift usw.) automatisch zu ermitteln. Die Benutzer konnten ihre Bibliotheken mit frei wählbaren Tags organisieren, wodurch eine Folksonomy der akademischen Interessen entstand.

## Weblink
- Nachricht über die Einstellung des Dienstes vom Februar 2019. Abruf am 5. Juni 2019